# Жандебьен, Оливье
Оливье́ Жандебье́н (фр. Olivier Gendebien; 12 января 1924, Брюссель — 2 октября 1998, Тараскон) — бельгийский автогонщик, трёхкратный победитель Targa Florio, четырёхкратный победитель 24 часов Ле-Мана, пилот Формулы-1.

## Начало карьеры
Оливье Жандебьен был бельгийским аристократом. Во время Второй мировой войны он был парашютистом. После войны он провёл несколько лет в Конго. Там он встретил раллиста Шарля Фрайкина, который собирался вернуться в европейский автоспорт.
Вернувшись в Бельгию, Оливье участвовал в гонке в Шиме, где он финишировал шестым на машине Veritas, после чего объединился в команду с Фрайкином. Команду Жандебьена и Фрайкина прозвали «вечными подружками невесты», так как они очень часто приезжали вторыми. Но удача, наконец, пришла и к ним — на Mercedes-Benz 300SL они выиграли ралли Льеж — Рим — Льеж. А затем, в 1954 году, Оливье Жандебьен выиграл несколько гоночных серий[каких?] на машинах Plymouth и Porsche.

## Выступления заScuderia Ferrari
Успех Жандебьена был таким впечатляющим, что в 1955 бельгиец был приглашён в Scuderia Ferrari. В первой гонке за команду Оливье был травмирован, однако впоследствии, уже к 1956 году, он восстановился и выступил на Гран-при Аргентины, где пришёл пятым, а затем — на Гран-при Мендозы, где пришёл шестым. В этом же году Оливье впервые достиг серьёзного успеха в кузовных гонках, в том числе в таких сериях, как 24 часа Ле-Мана, 1000 километров Нюрбургринга и Targa Florio (везде 3 место). 

Впоследствии Оливье Жандебьен побеждал в ведущих гоночных сериях за Scuderia Ferrari. На различных машинах Ferrari он один раз выиграл 1000 километров Нюрбургринга, два раза — 12 часов Реймса, по три раза — Targa Florio и гонки в Себринге и четыре раза — 24 часа Ле-Мана. 

Но в Формуле-1 наибольшего успеха Жандебьен добился, выступая не за Ferrari, а за Cooper (1960). В этом году он принял участие в пяти Гран-при в составе частной команды Yeoman Racing, дважды пришёл на подиум и занял в чемпионате шестое место.

## Полная таблица результатов

### Формула-1
| Легенда к таблице |                                                                    |
| --- | ------------------------------------------------------------------ |
| В таблице перечислены результаты всех Гран-при Формулы-1, в которых принимал участие гонщик. Строками таблицы являются сезоны, столбцами — этапы чемпионата мира. В каждой клетке указаны сокращённое название этапа и результат, дополнительно обозначенный цветом. Расшифровка обозначений и цветов представлена в нижеследующей таблице. |                                                                    |
| \| Пример \| Описание \| \| ------------ \| ------------------------------------------------------------------ \| \| 1 \| Победитель \| \| 2 \| Второе место \| \| 3 \| Третье место \| \| 5 \| Финишировал, заработав очки \| \| Сход \| Не финишировал, но при этом заработал очки \| \| 12 \| Финишировал, не получив очков \| \| НКЛ \| Финишировал, но не попал в финальную классификацию \| \| 15 \| Участвовал вне зачёта, либо по отдельной классификации \| \| 18 \| Не финишировал, но попал в финальную классификацию \| \| Сход \| Не финишировал \| \| НКВ \| Не прошёл квалификацию \| \| НПКВ \| Не прошёл предквалификацию \| \| ДСК \| Дисквалифицирован \| \| ИСК \| Исключён из протокола соревнований \| \| ТТ \| Заявлен для участия только в тренировках \| \| НС \| Участвовал в квалификации, но не стартовал в гонке \| \| Т \| Травмирован или болен \| \| ОТК \| Отказ от участия \| \| НТР \| Прибыл на соревнования, но на трассу не выезжал \| \| НПР \| Был заявлен в числе участников, но не прибыл к началу соревнований \| \| О \| Соревнования отменены \| \| \| Не участвовал \| \| Поул-позиция \| \| \| Быстрый круг \| \| |                                                                    |
| Пример | Описание                                                           |
| 1 | Победитель                                                         |
| 2 | Второе место                                                       |
| 3 | Третье место                                                       |
| 5 | Финишировал, заработав очки                                        |
| Сход | Не финишировал, но при этом заработал очки                         |
| 12 | Финишировал, не получив очков                                      |
| НКЛ | Финишировал, но не попал в финальную классификацию                 |
| 15 | Участвовал вне зачёта, либо по отдельной классификации             |
| 18 | Не финишировал, но попал в финальную классификацию                 |
| Сход | Не финишировал                                                     |
| НКВ | Не прошёл квалификацию                                             |
| НПКВ | Не прошёл предквалификацию                                         |
| ДСК | Дисквалифицирован                                                  |
| ИСК | Исключён из протокола соревнований                                 |
| ТТ | Заявлен для участия только в тренировках                           |
| НС | Участвовал в квалификации, но не стартовал в гонке                 |
| Т | Травмирован или болен                                              |
| ОТК | Отказ от участия                                                   |
| НТР | Прибыл на соревнования, но на трассу не выезжал                    |
| НПР | Был заявлен в числе участников, но не прибыл к началу соревнований |
| О | Соревнования отменены                                              |
| | Не участвовал                                                      |
| Поул-позиция |                                                                    |
| Быстрый круг |                                                                    |

| Сезон | Команда                    | Шасси                   | Двигатель                   | Ш | 1       | 2   | 3     | 4     | 5        | 6     | 7     | 8      | 9   | 10       | 11       | Место | Очки |
| ----- | -------------------------- | ----------------------- | --------------------------- | - | ------- | --- | ----- | ----- | -------- | ----- | ----- | ------ | --- | -------- | -------- | ----- | ---- |
| 1956  | Scuderia Ferrari           | Ferrari 555 Supersqualo | Lancia Ferrari 2,5 V8       | Е | АРГ 5   | МОН | 500   | БЕЛ   |          |       |       |        |     |          |          | 20    | 2    |
| 1956  | Scuderia Ferrari           | Lancia Ferrari D50      | Lancia Ferrari DS50 2,5 V8  | Е |         |     |       |       | ФРА Сход | ВЕЛ   | ГЕР   | ИТА    |     |          |          | 20    | 2    |
| 1958  | Scuderia Ferrari           | Ferrari 246 F1          | Ferrari 143 2,4 V6          | Е | АРГ     | МОН | НИД   | 500   | БЕЛ 6    | ФРА   | ВЕЛ   | ГЕР    | ПОР | ИТА Сход | МАР Сход | -     | 0    |
| 1959  | Scuderia Ferrari           | Ferrari 256 F1          | Ferrari 155 2,4 V6          | D | МОН     | 500 | НИД   | ФРА 4 | ВЕЛ      | ГЕР   | ПОР   | ИТА 6  | США |          |          | 15    | 3    |
| 1960  | Cooper                     | Cooper T51              | Coventry-Climax FPF 2,5 L4  | D | АРГ     | МОН | 500   | НИД   | БЕЛ 3    | ФРА 2 | ВЕЛ 9 | ПОР 7  | ИТА | США 12   |          | 6     | 10   |
| 1961  | Equipe Nationale Belge     | Emeryson Mk2            | Maserati Tipo 6-1500 1,5 L4 | D | МОН НКВ | НИД |       |       |          |       |       |        |     |          |          | 13    | 3    |
| 1961  | Scuderia Ferrari SpA SEFAC | Ferrari 156 F1          | Ferrari 178 1,5 V6          | D |         |     | БЕЛ 4 | ФРА   | ВЕЛ      | ГЕР   | ИТА   |        |     |          |          | 13    | 3    |
| 1961  | UDT Laystall Racing Team   | Lotus 18/21             | Coventry-Climax FPF 1,5 L4  | D |         |     |       |       |          |       |       | США 11 |     |          |          | 13    | 3    |

### 24 часа Ле-Мана
| Год  | #   | Команда                | Машина                         | Группа        | Результат |
| ---- | --- | ---------------------- | ------------------------------ | ------------- | --------- |
| 1954 | 65  | Equipe Gordini         | Gordini T17 S                  | -             | HC        |
| 1955 | 66  | Equipe Nationale Belge | Porsche 550/4 RS 1500 Spyder   | S 1,5         | 5         |
| 1956 | 12  | Scuderia Ferrari       | Ferrari 625 LM Touring         | S 3,0         | 3         |
| 1957 | 8 9 | Scuderia Ferrari       | Ferrari 315 S Ferrari 250 TR58 | S 5000 S 3000 | НС Сход   |
| 1958 | 14  | Scuderia Ferrari       | Ferrari 250 TR58               | S 3000        | 1         |
| 1959 | 14  | Scuderia Ferrari       | Ferrari 250 TR59               | S 3,0         | Сход      |
| 1960 | 11  | Scuderia Ferrari       | Ferrari 250 TR59/60            | S 3,0         | 1         |
| 1961 | 10  | Scuderia Ferrari       | Ferrari 250 TRI/61             | S 3,0         | 1         |
| 1962 | 6   | SpA Ferrari SEFAC      | Ferrari 330 TRI/LM (Spyder)    | E             | 1         |
| =    | 28  | =                      | Ferrari Dino 246 SP            | =             | НС        |

### Targa Florio
| Год  | #       | Команда          | Машина                  | Группа  | Результат |
| ---- | ------- | ---------------- | ----------------------- | ------- | --------- |
| 1956 | 110     | Scuderia Ferrari | Ferrari                 | SС      | 3         |
| 1958 | 106     | Scuderia Ferrari | Ferrari 250 TR58        | S 3000  | 1         |
| 1959 | 152 154 | Scuderia Ferrari | Ferrari 250 TR59        | S 3000  | Сход HC   |
| 1960 | 176     | Porsche KG       | Porsche 718 R360 Spyder | S 2000  | 3         |
| 1961 | 162     | Scuderia Ferrari | Ferrari Dino 246 SP     | SC 3000 | 1         |
| 1962 | 152     | Scuderia Ferrari | Ferrari Dino 246 SP     | S 3000  | 1         |